# Загорська Бистриця
Загорська Бистриця (словац. Záhorská Bystrica) — міська частина, громада округу Братислава IV, Братиславський край. Кадастрова площа громади — 32.3 км².
Населення 6428 осіб (станом на 31 грудня 2020 року).

## Історія
Загорська Бистриця згадується 1314 року.